# あきばお〜
あきばお〜は、ハーマンズ株式会社が経営する物販店。

## 概要
主として秋葉原エリア内に複数の店舗をドミナント出店している。インターネット販売は200万点以上の扱いがあり、実店舗以上の品揃えの商品を購入することができる。
また、店舗ごとに品揃えや取扱ジャンルに違いがある。
法人営業　BtoB部門は、インターネット掲載が出来ない商品も取り揃え、約700万種類アイテムの中から提案営業も行っている。
取扱商品は多岐に渡り、パソコン関連(新品・中古)、スマートフォン関連、生活家庭用品、業務用厨房用品、輸入雑貨、家電製品、キャラクターグッズ、食品、自転車、釣具、スポーツ、DIY工具、資機材、農業資材、林業資材、水産業資材、園芸、金物、自動車、ペット関連、理化学、衛生、医療病棟介護、学校教材、家具、手芸ホビー、鉄道模型、おもちゃ、仏具、ホテル旅館備品アメニティ、ビルメンテナンス、業務用理美容、各種景品など、ホームセンターやディスカウンター等リアル販売店舗では扱えないジャンルまで、幅広いカテゴリーを取り揃えてワンストップ購入ができる取り扱いをしている。
実店舗では購入にあたって商品についての質問などが出来ないような品物も扱い、いわゆる「秋葉原らしい」スタンスでの営業を行う。
店舗「あきばお〜」と各通販サイトは別運営として商品管理を行っているため、取り扱い商品・価格も異なる。
店内BGMは台湾のアイドル歌手何嘉文が1999年10月に出した中国語のアルバム「兒童共和國2-元氣嘻遊記」（アニメソング等が収録されている）である場合が多い。

## 店舗

### 実店舗
- あきばお〜零　　　　　　　　　　　　　　　　　　　　　　　　　　　　　　　　　　　　　　　　　　〒101-0021 東京都千代田区外神田3-1-12　1F・2F
- あきばお〜弐號店
- 〒101-0021 東京都千代田区外神田1-8-10 バウハウス1F
- あきばお〜こく参號店（零号店3F）
- 〒101-0021 東京都千代田区外神田3-1-12　3F
- あきばお〜こく四號店（弐號店B1F）
- 〒101-0021 東京都千代田区外神田1-8-10 バウハウスB1F
- あきばお〜禄號店
- 〒101-0021 東京都千代田区外神田3-11-8 HMビル1F
- あきばお〜七號店
- 〒101-0021 東京都千代田区外神田3-14-7 1F
- あきばお〜八號店
- 〒101-0021 東京都千代田区外神田3-5-14 関根ビル1F
- プレミアムあきばお〜江東店
- 〒135-0023 東京都江東区平野3-5-4 Kビル西 3F

### 閉店した店舗
- あきばお〜壱號店　→　移転準備のため一時休店
- あきばお〜伍號店　→　移転準備のため2020年10月28日より一時休店

### インターネット
- インターネットあきばお〜
- プレミアムあきばお〜
- あきばお〜こく
- あきばお〜Amazon
- あきばお〜Yahooショップ
- あきばお〜楽天市場店
- あきばお〜ポンパレモール店

### 卸部門
- 法人営業部